# Chrysanthemoides
Chrysanthemoides é um género botânico pertencente à família Asteraceae.

Eles são conhecidos como margaridas ou margaridas africanas. Suas espécies receberam vários nomes comuns, incluindo margarida africana, margarida sul-africana, margarida do Cabo e margarida de olhos azuis.